# ۷۷۱ (پیش از میلاد)
۷۷۱ (پیش از میلاد) ۷۷۱مین سال قبل از تقویم میلادی است.